# Moustoir-Ac
Moustoir-Ac är en kommun i departementet Morbihan i regionen Bretagne i nordvästra Frankrike. Kommunen ligger i kantonen Locminé som tillhör arrondissementet Pontivy. År 2022 hade Moustoir-Ac 1 713 invånare.

## Befolkningsutveckling
Antalet invånare i kommunen Moustoir-Ac
| Referens: INSEE |